# Tour des Flandres féminin 2006
La 3e édition du Tour des Flandres féminin a lieu le 2 avril 2006. C'est la troisième épreuve de la Coupe du monde. L'épreuve est remportée par la Néerlandaise Mirjam Melchers.

## Équipes
| Équipes féminines professionnelles (22)- @Work Cycling Team - AA Drink-Cycling Team - A.S. Team FRW - Buitenpoort-Flexpoint - Bigla - Bianchi-Aliverti-Kookai - Bizkaia-Panda Software-Durango - ELK Haus Nö - Fenixs-Colnago - Lotto-Belisol Ladiesteam - Equipe Nürnberger Versicherung - Nobili Rubinetterie-Menikini - Les Pruneaux d'Agen - Safi-Pasta Zara Manhattan - SC Michela Fanini Record Rox - T-Mobile - Top Girls Fassa Bortolo Raxy Line - Therme Skin Care - Univega Pro Cycling Team - Vrienden van het Platteland - Vienne Futuroscope - Vlaanderen-Capri Sonne-T Interim Équipes nationales (4)- Allemagne - Belgique - France - Lituanie Équipe régionale et de club- KSV Deerlijk-Gaverzicht |
| |

## Parcours
La course démarre d'Audenarde. Le mur de Grammont, traditionnel juge de paix de l'épreuve se trouve à seize kilomètres et l'arrivée et la dernière ascension de l'épreuve est le Bosberg situé à douze kilomètres de l'arrivée qui est placée à Meerbeke.
Douze monts sont au programme de cette édition:
| Mont | Nom             | Km | Revêtement | Longueur (m) | Pente moyenne | Pente maxi | Km de l'arrivée |
| ---- | --------------- | -- | ---------- | ------------ | ------------- | ---------- | --------------- |
| 1    | Molenberg       |    | pavés      | 463          | 7,0 %         | 14,2 %     | 81              |
| 2    | Wolvenberg      |    | asphalte   | 666          | 6,8 %         | 17,3 %     | 71              |
| 3    | Eikenberg       |    |            |              |               |            | 61              |
| 4    | Boigneberg      |    |            |              |               |            | 57              |
| 5    | Foreest         |    |            |              |               |            | 50              |
| 6    | Steenberg       |    |            |              |               |            | 47              |
| 7    | Leberg          |    | asphalte   | 950          | 4,2 %         | 13,8 %     | 42              |
| 8    | Berendries      |    | asphalte   | 940          | 7 %           | 12,3 %     | 37              |
| 9    | Valkenberg      |    | asphalte   | 540          | 8,1 %         | 12,8 %     | 32              |
| 10   | Tenbosse        |    | asphalte   | 450          | 6,9 %         | 8,7 %      | 26              |
| 11   | Mur de Grammont |    | pavés      | 475          | 9,3 %         | 19,8 %     | 15,8            |
| 12   | Bosberg         |    | pavés      | 980          | 5,8 %         | 11 %       | 11,8            |

En sus, trois secteurs pavés se trouvent sur le parcours :
| Secteur | Nom           | Km | Longueur (m) | Km de l'arrivée |
| ------- | ------------- | -- | ------------ | --------------- |
| 1       | Paddestraat   |    | 2 400        |                 |
| 2       | Kerkgate      |    | 3 000        |                 |
| 3       | Haaghoek (nl) |    | 2 000        |                 |

## Favorites
Mechlers et Susanne Ljungskog qui ont réalisé le doublé l'année précédente, semblent en mesure de rééditer leur performance. Oenone Wood, Trixi Worrack, Nicole Cooke et Zoulfia Zabirova sont les autres favorites. Ina-Yoko Teutenberg est leader de la Coupe du monde, mais sa capacité à passer les bosses du parcours est incertaine.

## Récit de la course
La météo est variable et venteuse. Une sélection s'opère rapidement : elles ne plus que cinquante dans la Paddestraat. Dans Haaghoek, Melchers, Christiane Soeder, Kim Anderson et Edwige Pitel attaquent. Anderson perd le contact dans le Berendries. À Brakel, le duo de tête compte une minute d'avance. Dans le Valkenberg, à trente kilomètres du but, Melchers place une accélération. Elle a quarante secondes d'avance, mais le passage du mur de Grammont lui donne des crampes. Elle décide de limiter son effort. Derrière, Soeder a distancée Pitel et compte toujours quarante secondes de retard dans le Bosberg. L'Autrichienne revient sur Melchers à deux kilomètres de l'arrivée. Le sprint débute très tard entre deux concurrentes au bout de leur force. Melchers s'impose. Loes Gunnewijk complète le podium.

## Classements

### Classement final
| \| Classement général \| Classement général \| Classement général \| Classement général \| Classement général \| \| Coureuse \| Coureuse \| Pays \| Équipe \| Temps \| \| ------------------ \| ------------------ \| ------------------ \| -------------------------------- \| ------------------ \| \| 1re \| Mirjam Melchers \| Pays-Bas \| Buitenpoort-Flexpoint \| 3 h 16 min 57 s \| \| 2e \| Christiane Soeder \| Autriche \| Univega Pro Cycling Team \| + 1 s \| \| 3e \| Loes Gunnewijk \| Pays-Bas \| Buitenpoort-Flexpoint \| + 53 s \| \| 4e \| Zulfiya Zabirova \| Kazakhstan \| Bigla \| + 58 s \| \| 5e \| Edwige Pitel \| France \| Bianchi-Aliverti-Kookai \| + 58 s \| \| 6e \| Nicole Cooke \| Royaume-Uni \| Univega Pro Cycling Team \| + 1 min 20 s \| \| 7e \| Theresa Senff \| Allemagne \| AA Drink-Cycling Team \| + 1 min 20 s \| \| 8e \| Susanne Ljungskog \| Suède \| Buitenpoort-Flexpoint \| + 1 min 20 s \| \| 9e \| Judith Arndt \| Allemagne \| T-Mobile \| + 1 min 20 s \| \| 10e \| Sharon Vandromme \| Belgique \| Vlaanderen-Capri Sonne-T Interim \| + 1 min 31 s \| |                   |             |                                  |                 |
| |                   |             |                                  |                 |
| |                   |             |                                  |                 |
| Classement général |                   |             |                                  |                 |
| Coureuse | Coureuse          | Pays        | Équipe                           | Temps           |
| 1re | Mirjam Melchers   | Pays-Bas    | Buitenpoort-Flexpoint            | 3 h 16 min 57 s |
| 2e | Christiane Soeder | Autriche    | Univega Pro Cycling Team         | + 1 s           |
| 3e | Loes Gunnewijk    | Pays-Bas    | Buitenpoort-Flexpoint            | + 53 s          |
| 4e | Zulfiya Zabirova  | Kazakhstan  | Bigla                            | + 58 s          |
| 5e | Edwige Pitel      | France      | Bianchi-Aliverti-Kookai          | + 58 s          |
| 6e | Nicole Cooke      | Royaume-Uni | Univega Pro Cycling Team         | + 1 min 20 s    |
| 7e | Theresa Senff     | Allemagne   | AA Drink-Cycling Team            | + 1 min 20 s    |
| 8e | Susanne Ljungskog | Suède       | Buitenpoort-Flexpoint            | + 1 min 20 s    |
| 9e | Judith Arndt      | Allemagne   | T-Mobile                         | + 1 min 20 s    |
| 10e | Sharon Vandromme  | Belgique    | Vlaanderen-Capri Sonne-T Interim | + 1 min 31 s    |

## Liste des participantes
| Légende | Légende                                                                    | Légende | Légende                                                    |
| ------- | -------------------------------------------------------------------------- | ------- | ---------------------------------------------------------- |
| Num     | Dossard de départ porté par le coureur sur ce Tour des Flandres            | Pos     | Position à l'arrivée de la course                          |
|         | Indique un maillot de champion national ou mondial, suivi de sa spécialité | NP      | Indique un coureur qui n'a pas pris le départ de la course |
| AB      | Indique un coureur qui n'a pas terminé la course                           | HD      | Indique un coureur qui a terminé la course hors des délais |

| Buitenpoort-Flexpoint BFL | Buitenpoort-Flexpoint BFL  | Buitenpoort-Flexpoint BFL |
| ------------------------- | -------------------------- | ------------------------- |
| Num                       | Coureuse                   | Pos                       |
| 1                         | Mirjam Melchers (NED)      | 1re                       |
| 2                         | Loes Gunnewijk (NED)       | 3e                        |
| 3                         | Susanne Ljungskog (SWE)    | 8e                        |
| 4                         | Tanja Schmidt-Hennes (GER) | 17e                       |
| 5                         | Amber Neben (USA)          | 38e                       |
| 6                         | Linda Villumsen (DEN)      | 56e                       |

| Equipe Nürnberger Versicherung NUR | Equipe Nürnberger Versicherung NUR | Equipe Nürnberger Versicherung NUR |
| ---------------------------------- | ---------------------------------- | ---------------------------------- |
| Num                                | Coureuse                           | Pos                                |
| 11                                 | Eva Lutz (GER)                     | 64e                                |
| 12                                 | Claudia Häusler (GER)              | 71e                                |
| 13                                 | Regina Schleicher (GER)            | AB                                 |
| 14                                 | Anke Wichmann (GER)                | AB                                 |
| 15                                 | Oenone Wood (AUS)                  | 42e                                |
| 16                                 | Trixi Worrack (GER)                | 36e                                |

| Univega Pro Cycling Team UPT | Univega Pro Cycling Team UPT | Univega Pro Cycling Team UPT |
| ---------------------------- | ---------------------------- | ---------------------------- |
| Num                          | Coureuse                     | Pos                          |
| 21                           | Nicole Cooke (GBR)           | 6e                           |
| 22                           | Priska Doppmann (SUI)        | 41e                          |
| 23                           | Christiane Soeder (AUT)      | 2e                           |
| 24                           | Joanne Kiesanowski (NZL)     | 25e                          |
| 25                           | Sarah Düster (GER)           | 21e                          |
| 26                           | Emma Rickards (AUS)          | 47e                          |

| T-Mobile TMP | T-Mobile TMP              | T-Mobile TMP |
| ------------ | ------------------------- | ------------ |
| Num          | Coureuse                  | Pos          |
| 31           | Judith Arndt (GER)        | 9e           |
| 32           | Ina-Yoko Teutenberg (GER) | 11e          |
| 33           | Magali Le Floc'h (FRA)    | 72e          |
| 34           | Kimberly Baldwin (USA)    | 70e          |
| 35           | Kimberly Anderson (USA)   | AB           |
| 36           | Christina Becker (GER)    | 69e          |

| Bigla BCT | Bigla BCT              | Bigla BCT |
| --------- | ---------------------- | --------- |
| Num       | Coureuse               | Pos       |
| 41        | Nicole Brändli (SUI)   | AB        |
| 42        | Noemi Cantele (ITA)    | 40e       |
| 43        | Zulfiya Zabirova (KAZ) | 4e        |
| 44        | Andrea Graus (AUT)     | 19e       |
| 45        | Monica Holler (SWE)    | 63e       |
| 46        | Andrea Knecht (SUI)    | AB        |

| Nobili Rubinetterie-Menikini NMC | Nobili Rubinetterie-Menikini NMC | Nobili Rubinetterie-Menikini NMC |
| -------------------------------- | -------------------------------- | -------------------------------- |
| Num                              | Coureuse                         | Pos                              |
| 51                               | Olivia Gollan (AUS)              | 81e                              |
| 52                               | Sigrid Corneo (ITA)              | 96e                              |
| 53                               | Miho Oki (JPN)                   | 13e                              |
| 54                               | Evelyn García                    | 33e                              |
| 55                               | Edita Pučinskaitė (LTU)          | 28e                              |
| 56                               | Marta Vilajosana (ESP)           | AB                               |

| AA Drink-Cycling Team AAD | AA Drink-Cycling Team AAD | AA Drink-Cycling Team AAD |
| ------------------------- | ------------------------- | ------------------------- |
| Num                       | Coureuse                  | Pos                       |
| 61                        | Natalie Bates (AUS)       | AB                        |
| 62                        | Suzanne de Goede (NED)    | 12e                       |
| 63                        | Josephine Groenveld (NED) | 26e                       |
| 64                        | Theresa Senff (GER)       | 7e                        |
| 65                        | Adrie Visser (NED)        | 50e                       |
| 66                        | Kirsten Wild (NED)        | 54e                       |

| Fenixs-Colnago FEN | Fenixs-Colnago FEN         | Fenixs-Colnago FEN |
| ------------------ | -------------------------- | ------------------ |
| Num                | Coureuse                   | Pos                |
| 71                 | Svetlana Boubnenkova (RUS) | 53e                |
| 72                 | Olga Zabelinskaïa (RUS)    | 20e                |
| 73                 | Maja Adamsen (DEN)         | AB                 |
| 74                 | Eva Lechner (ITA)          | 61e                |
| 75                 | Johanna Buick (NZL)        | AB                 |
| 76                 | Elena Stramoysova (RUS)    | AB                 |

| A.S. Team FRW FRW | A.S. Team FRW FRW            | A.S. Team FRW FRW |
| ----------------- | ---------------------------- | ----------------- |
| Num               | Coureuse                     | Pos               |
| 81                | Martina Corazza (ITA)        | AB                |
| 82                | Tatyana Palchynska (UKR)     | AB                |
| 83                | Kettj Manfrin (ITA)          | AB                |
| 84                | Nina Ovcharenko (UKR)        | 67e               |
| 85                | Ombretta Ugolini (ITA)       | 86e               |
| 86                | Modesta Vžesniauskaitė (LTU) | 23e               |

| Bianchi-Aliverti-Kookai ALI | Bianchi-Aliverti-Kookai ALI | Bianchi-Aliverti-Kookai ALI |
| --------------------------- | --------------------------- | --------------------------- |
| Num                         | Coureuse                    | Pos                         |
| 91                          | Volha Hayeva (BLR)          | 16e                         |
| 92                          | Lise Christensen            | 55e                         |
| 93                          | Trine Hansen                | 24e                         |
| 94                          | Edwige Pitel (FRA)          | 5e                          |
| 95                          | Dorte Lohse Rasmussen (DEN) | 18e                         |
| 96                          | Erika Vilūnaitė (LTU)       | AB                          |

| Safi-Pasta Zara Manhattan SAF | Safi-Pasta Zara Manhattan SAF | Safi-Pasta Zara Manhattan SAF |
| ----------------------------- | ----------------------------- | ----------------------------- |
| Num                           | Coureuse                      | Pos                           |
| 101                           | Veronica Andrèasson (SWE)     | 31e                           |
| 102                           | Daniela Fusar Poli (ITA)      | 98e                           |
| 103                           | Silvia Parietti (ITA)         | 48e                           |
| 104                           | Luisa Tamanini (ITA)          | 15e                           |
| 105                           | Diana Žiliūtė (LTU)           | 37e                           |
| 106                           | Anna Zugno (ITA)              | 60e                           |

| Top Girls Fassa Bortolo Raxy Line TOG | Top Girls Fassa Bortolo Raxy Line TOG | Top Girls Fassa Bortolo Raxy Line TOG |
| ------------------------------------- | ------------------------------------- | ------------------------------------- |
| Num                                   | Coureuse                              | Pos                                   |
| 111                                   | Tania Belvederesi (ITA)               | 101e                                  |
| 112                                   | Leticia Gil (ESP)                     | AB                                    |
| 113                                   | Tatiana Guderzo (ITA)                 | 89e                                   |
| 115                                   | Katia Longhin (ITA)                   | 78e                                   |
| 116                                   | Fabiana Luperini (ITA)                | 39e                                   |

| @Work Cycling Team HCT | @Work Cycling Team HCT         | @Work Cycling Team HCT |
| ---------------------- | ------------------------------ | ---------------------- |
| Num                    | Coureuse                       | Pos                    |
| 121                    | Loes Markerink (NED)           | 52e                    |
| 122                    | Andrea Bosman (NED)            | AB                     |
| 123                    | Debby van den Berg (NED)       | 79e                    |
| 124                    | Liesbeth Bakker (NED)          | AB                     |
| 125                    | Linda Poelstra-Ringlever (NED) | AB                     |
| 126                    | Judith Helmink (NED)           | AB                     |

| Bizkaia-Panda Software-Durango BPD | Bizkaia-Panda Software-Durango BPD | Bizkaia-Panda Software-Durango BPD |
| ---------------------------------- | ---------------------------------- | ---------------------------------- |
| Num                                | Coureuse                           | Pos                                |
| 131                                | Cristina Alcalde (ESP)             | AB                                 |
| 133                                | Emma Johansson (SWE)               | 80e                                |
| 134                                | Iosune Murillo Elkano (ESP)        | 84e                                |
| 135                                | Maitane Telletxea (ESP)            | AB                                 |
| 136                                | Naiara Telletxea (ESP)             | 103e                               |

| ELK Haus Nö EHN | ELK Haus Nö EHN         | ELK Haus Nö EHN |
| --------------- | ----------------------- | --------------- |
| Num             | Coureuse                | Pos             |
| 141             | Annette Beutler (SUI)   | 14e             |
| 142             | Katharina Blum (GER)    | AB              |
| 143             | Bärbel Jungmeier (AUT)  | 65e             |
| 145             | Isabella Wieser (AUT)   | AB              |
| 146             | Patricia Schwager (SUI) | 80e             |

| Vrienden van het Platteland VVP | Vrienden van het Platteland VVP | Vrienden van het Platteland VVP |
| ------------------------------- | ------------------------------- | ------------------------------- |
| Num                             | Coureuse                        | Pos                             |
| 151                             | Chantal Beltman (NED)           | 27e                             |
| 152                             | Iris Slappendel (NED)           | 83e                             |
| 153                             | Janne Brok (NED)                | 76e                             |
| 154                             | Ellen van Dijk (NED)            | AB                              |
| 155                             | Moniek Rotmensen (NED)          | 92e                             |
| 156                             | Monique Verstraten (NED)        | 100e                            |

| Lotto-Belisol Ladiesteam LBL | Lotto-Belisol Ladiesteam LBL | Lotto-Belisol Ladiesteam LBL |
| ---------------------------- | ---------------------------- | ---------------------------- |
| Num                          | Coureuse                     | Pos                          |
| 161                          | Liesbet De Vocht (BEL)       | 75e                          |
| 162                          | Ludivine Henrion (BEL)       | 62e                          |
| 163                          | Christa Pirard (NED)         | AB                           |
| 164                          | An Van Rie (BEL)             | 34e                          |
| 165                          | Grace Verbeke (BEL)          | 102e                         |
| 166                          | Kathy Watt (AUS)             | 44e                          |

| Vienne Futuroscope FUT | Vienne Futuroscope FUT       | Vienne Futuroscope FUT |
| ---------------------- | ---------------------------- | ---------------------- |
| Num                    | Coureuse                     | Pos                    |
| 171                    | Émilie Jeannot (FRA)         | AB                     |
| 172                    | Emmanuelle Merlot (FRA)      | 97e                    |
| 173                    | Nathalie Jeuland (FRA)       | 91e                    |
| 174                    | Tiina Nieminen (FIN)         | AB                     |
| 175                    | Aurore Jeudy (FRA)           | AB                     |
| 176                    | Karine Gautard-Roussel (FRA) | AB                     |

| Therme Skin Care TSC | Therme Skin Care TSC      | Therme Skin Care TSC |
| -------------------- | ------------------------- | -------------------- |
| Num                  | Coureuse                  | Pos                  |
| 181                  | Janneke Vos (NED)         | 93e                  |
| 182                  | Liane Bahler (GER)        | AB                   |
| 183                  | Irene van den Broek (NED) | 51e                  |
| 184                  | Marije Profijt (NED)      | 95e                  |
| 185                  | Kristy Miggels (NED)      | 105e                 |
| 186                  | Bertine Spijkerman (NED)  | 49e                  |

| Les Pruneaux d'Agen LPA | Les Pruneaux d'Agen LPA         | Les Pruneaux d'Agen LPA |
| ----------------------- | ------------------------------- | ----------------------- |
| Num                     | Coureuse                        | Pos                     |
| 191                     | Sylvie Riedle (FRA)             | AB                      |
| 192                     | Vicky Fournial (FRA)            | AB                      |
| 193                     | Élisabeth Chevanne-Brunel (FRA) | 68e                     |
| 194                     | Alexandra Le Hénaff (FRA)       | 57e                     |
| 195                     | Sylvie Fragniere (FRA)          | AB                      |
| 196                     | Corinne Overney (SUI)           | AB                      |

| Vlaanderen-Capri Sonne-T Interim VLL | Vlaanderen-Capri Sonne-T Interim VLL | Vlaanderen-Capri Sonne-T Interim VLL |
| ------------------------------------ | ------------------------------------ | ------------------------------------ |
| Num                                  | Coureuse                             | Pos                                  |
| 201                                  | Sofie Goor (BEL)                     | 35e                                  |
| 202                                  | Cindy Pieters (BEL)                  | 32e                                  |
| 203                                  | Evy Van Damme (BEL)                  | 30e                                  |
| 204                                  | Sharon Vandromme (BEL)               | 10e                                  |
| 205                                  | Laure Werner (BEL)                   | 22e                                  |
| 206                                  | Loes Sels (BEL)                      | 45e                                  |

| SC Michela Fanini Record Rox MIC | SC Michela Fanini Record Rox MIC | SC Michela Fanini Record Rox MIC |
| -------------------------------- | -------------------------------- | -------------------------------- |
| Num                              | Coureuse                         | Pos                              |
| 211                              | Karin Aune (SWE)                 | 46e                              |
| 212                              | Janildes Fernandes (BRA)         | AB                               |
| 213                              | Małgorzata Wysocka (POL)         | AB                               |
| 214                              | Francesca Castrucci (ITA)        | 104e                             |
| 215                              | Rosane Kirch (BRA)               | 66e                              |
| 216                              | Ilaria Rinaldi (ITA)             | AB                               |

| Allemagne GER | Allemagne GER   | Allemagne GER |
| ------------- | --------------- | ------------- |
| Num           | Coureuse        | Pos           |
| 221           | Fabienne Sandig | AB            |
| 222           | Elke Gebhardt   | AB            |
| 223           | Claudia Stumpf  | AB            |
| 224           | Sabine Fischer  | 59e           |
| 225           | Marlen Jöhrend  | AB            |
| 226           | Bianca Knöpfle  | AB            |

| Lituanie LTU | Lituanie LTU         | Lituanie LTU |
| ------------ | -------------------- | ------------ |
| Num          | Coureuse             | Pos          |
| 231          | Daiva Tušlaitė       | 74e          |
| 232          | Edita Ungurytė       | 85e          |
| 233          | Urtė Juodvalkytė     | AB           |
| 234          | Roberta Pilkauskaitė | AB           |
| 235          | Rasa Leleivytė       | 73e          |
| 236          | Agne Bagdonaviciutė  | 94e          |

| France FRA | France FRA            | France FRA |
| ---------- | --------------------- | ---------- |
| Num        | Coureuse              | Pos        |
| 241        | Sophie Creux          | 77e        |
| 242        | Béatrice Thomas       | AB         |
| 243        | Magalie Finot-Laivier | 90e        |
| 244        | Magali Mocquery       | 29e        |
| 245        | Fanny Riberot         | AB         |
| 246        | Pascale Jeuland       | 58e        |

| Belgique BEL | Belgique BEL          | Belgique BEL |
| ------------ | --------------------- | ------------ |
| Num          | Coureuse              | Pos          |
| 251          | Veronique Belleter    | 99e          |
| 252          | Lensy Debboudt        | AB           |
| 253          | Kathleen Sterckx      | 87e          |
| 254          | Kathleen Vermeiren    | AB           |
| 255          | Sjoukje Dufoer        | AB           |
| 256          | Caroline Van Peteghem | AB           |

| KSV Deerlijk-Gaverzicht ___ | KSV Deerlijk-Gaverzicht ___ | KSV Deerlijk-Gaverzicht ___ |
| --------------------------- | --------------------------- | --------------------------- |
| Num                         | Coureuse                    | Pos                         |
| 261                         | Ilse Geldhof (BEL)          | 88e                         |
| 262                         | Karen Steurs (BEL)          | 43e                         |
| 263                         | Mieke de Clercq (BEL)       | AB                          |
| 264                         | Sofie Verdonck (BEL)        | AB                          |
| 265                         | Lien Beyen (BEL)            | AB                          |
| 266                         | Ine Beyen (BEL)             | AB                          |

| Buitenpoort-Flexpoint BFL | Buitenpoort-Flexpoint BFL  | Buitenpoort-Flexpoint BFL |
| ------------------------- | -------------------------- | ------------------------- |
| Num                       | Coureuse                   | Pos                       |
| 1                         | Mirjam Melchers (NED)      | 1re                       |
| 2                         | Loes Gunnewijk (NED)       | 3e                        |
| 3                         | Susanne Ljungskog (SWE)    | 8e                        |
| 4                         | Tanja Schmidt-Hennes (GER) | 17e                       |
| 5                         | Amber Neben (USA)          | 38e                       |
| 6                         | Linda Villumsen (DEN)      | 56e                       |

| Equipe Nürnberger Versicherung NUR | Equipe Nürnberger Versicherung NUR | Equipe Nürnberger Versicherung NUR |
| ---------------------------------- | ---------------------------------- | ---------------------------------- |
| Num                                | Coureuse                           | Pos                                |
| 11                                 | Eva Lutz (GER)                     | 64e                                |
| 12                                 | Claudia Häusler (GER)              | 71e                                |
| 13                                 | Regina Schleicher (GER)            | AB                                 |
| 14                                 | Anke Wichmann (GER)                | AB                                 |
| 15                                 | Oenone Wood (AUS)                  | 42e                                |
| 16                                 | Trixi Worrack (GER)                | 36e                                |

| Univega Pro Cycling Team UPT | Univega Pro Cycling Team UPT | Univega Pro Cycling Team UPT |
| ---------------------------- | ---------------------------- | ---------------------------- |
| Num                          | Coureuse                     | Pos                          |
| 21                           | Nicole Cooke (GBR)           | 6e                           |
| 22                           | Priska Doppmann (SUI)        | 41e                          |
| 23                           | Christiane Soeder (AUT)      | 2e                           |
| 24                           | Joanne Kiesanowski (NZL)     | 25e                          |
| 25                           | Sarah Düster (GER)           | 21e                          |
| 26                           | Emma Rickards (AUS)          | 47e                          |

| T-Mobile TMP | T-Mobile TMP              | T-Mobile TMP |
| ------------ | ------------------------- | ------------ |
| Num          | Coureuse                  | Pos          |
| 31           | Judith Arndt (GER)        | 9e           |
| 32           | Ina-Yoko Teutenberg (GER) | 11e          |
| 33           | Magali Le Floc'h (FRA)    | 72e          |
| 34           | Kimberly Baldwin (USA)    | 70e          |
| 35           | Kimberly Anderson (USA)   | AB           |
| 36           | Christina Becker (GER)    | 69e          |

| Bigla BCT | Bigla BCT              | Bigla BCT |
| --------- | ---------------------- | --------- |
| Num       | Coureuse               | Pos       |
| 41        | Nicole Brändli (SUI)   | AB        |
| 42        | Noemi Cantele (ITA)    | 40e       |
| 43        | Zulfiya Zabirova (KAZ) | 4e        |
| 44        | Andrea Graus (AUT)     | 19e       |
| 45        | Monica Holler (SWE)    | 63e       |
| 46        | Andrea Knecht (SUI)    | AB        |

| Nobili Rubinetterie-Menikini NMC | Nobili Rubinetterie-Menikini NMC | Nobili Rubinetterie-Menikini NMC |
| -------------------------------- | -------------------------------- | -------------------------------- |
| Num                              | Coureuse                         | Pos                              |
| 51                               | Olivia Gollan (AUS)              | 81e                              |
| 52                               | Sigrid Corneo (ITA)              | 96e                              |
| 53                               | Miho Oki (JPN)                   | 13e                              |
| 54                               | Evelyn García                    | 33e                              |
| 55                               | Edita Pučinskaitė (LTU)          | 28e                              |
| 56                               | Marta Vilajosana (ESP)           | AB                               |

| AA Drink-Cycling Team AAD | AA Drink-Cycling Team AAD | AA Drink-Cycling Team AAD |
| ------------------------- | ------------------------- | ------------------------- |
| Num                       | Coureuse                  | Pos                       |
| 61                        | Natalie Bates (AUS)       | AB                        |
| 62                        | Suzanne de Goede (NED)    | 12e                       |
| 63                        | Josephine Groenveld (NED) | 26e                       |
| 64                        | Theresa Senff (GER)       | 7e                        |
| 65                        | Adrie Visser (NED)        | 50e                       |
| 66                        | Kirsten Wild (NED)        | 54e                       |

| Fenixs-Colnago FEN | Fenixs-Colnago FEN         | Fenixs-Colnago FEN |
| ------------------ | -------------------------- | ------------------ |
| Num                | Coureuse                   | Pos                |
| 71                 | Svetlana Boubnenkova (RUS) | 53e                |
| 72                 | Olga Zabelinskaïa (RUS)    | 20e                |
| 73                 | Maja Adamsen (DEN)         | AB                 |
| 74                 | Eva Lechner (ITA)          | 61e                |
| 75                 | Johanna Buick (NZL)        | AB                 |
| 76                 | Elena Stramoysova (RUS)    | AB                 |

| A.S. Team FRW FRW | A.S. Team FRW FRW            | A.S. Team FRW FRW |
| ----------------- | ---------------------------- | ----------------- |
| Num               | Coureuse                     | Pos               |
| 81                | Martina Corazza (ITA)        | AB                |
| 82                | Tatyana Palchynska (UKR)     | AB                |
| 83                | Kettj Manfrin (ITA)          | AB                |
| 84                | Nina Ovcharenko (UKR)        | 67e               |
| 85                | Ombretta Ugolini (ITA)       | 86e               |
| 86                | Modesta Vžesniauskaitė (LTU) | 23e               |

| Bianchi-Aliverti-Kookai ALI | Bianchi-Aliverti-Kookai ALI | Bianchi-Aliverti-Kookai ALI |
| --------------------------- | --------------------------- | --------------------------- |
| Num                         | Coureuse                    | Pos                         |
| 91                          | Volha Hayeva (BLR)          | 16e                         |
| 92                          | Lise Christensen            | 55e                         |
| 93                          | Trine Hansen                | 24e                         |
| 94                          | Edwige Pitel (FRA)          | 5e                          |
| 95                          | Dorte Lohse Rasmussen (DEN) | 18e                         |
| 96                          | Erika Vilūnaitė (LTU)       | AB                          |

| Safi-Pasta Zara Manhattan SAF | Safi-Pasta Zara Manhattan SAF | Safi-Pasta Zara Manhattan SAF |
| ----------------------------- | ----------------------------- | ----------------------------- |
| Num                           | Coureuse                      | Pos                           |
| 101                           | Veronica Andrèasson (SWE)     | 31e                           |
| 102                           | Daniela Fusar Poli (ITA)      | 98e                           |
| 103                           | Silvia Parietti (ITA)         | 48e                           |
| 104                           | Luisa Tamanini (ITA)          | 15e                           |
| 105                           | Diana Žiliūtė (LTU)           | 37e                           |
| 106                           | Anna Zugno (ITA)              | 60e                           |

| Top Girls Fassa Bortolo Raxy Line TOG | Top Girls Fassa Bortolo Raxy Line TOG | Top Girls Fassa Bortolo Raxy Line TOG |
| ------------------------------------- | ------------------------------------- | ------------------------------------- |
| Num                                   | Coureuse                              | Pos                                   |
| 111                                   | Tania Belvederesi (ITA)               | 101e                                  |
| 112                                   | Leticia Gil (ESP)                     | AB                                    |
| 113                                   | Tatiana Guderzo (ITA)                 | 89e                                   |
| 115                                   | Katia Longhin (ITA)                   | 78e                                   |
| 116                                   | Fabiana Luperini (ITA)                | 39e                                   |

| @Work Cycling Team HCT | @Work Cycling Team HCT         | @Work Cycling Team HCT |
| ---------------------- | ------------------------------ | ---------------------- |
| Num                    | Coureuse                       | Pos                    |
| 121                    | Loes Markerink (NED)           | 52e                    |
| 122                    | Andrea Bosman (NED)            | AB                     |
| 123                    | Debby van den Berg (NED)       | 79e                    |
| 124                    | Liesbeth Bakker (NED)          | AB                     |
| 125                    | Linda Poelstra-Ringlever (NED) | AB                     |
| 126                    | Judith Helmink (NED)           | AB                     |

| Bizkaia-Panda Software-Durango BPD | Bizkaia-Panda Software-Durango BPD | Bizkaia-Panda Software-Durango BPD |
| ---------------------------------- | ---------------------------------- | ---------------------------------- |
| Num                                | Coureuse                           | Pos                                |
| 131                                | Cristina Alcalde (ESP)             | AB                                 |
| 133                                | Emma Johansson (SWE)               | 80e                                |
| 134                                | Iosune Murillo Elkano (ESP)        | 84e                                |
| 135                                | Maitane Telletxea (ESP)            | AB                                 |
| 136                                | Naiara Telletxea (ESP)             | 103e                               |

| ELK Haus Nö EHN | ELK Haus Nö EHN         | ELK Haus Nö EHN |
| --------------- | ----------------------- | --------------- |
| Num             | Coureuse                | Pos             |
| 141             | Annette Beutler (SUI)   | 14e             |
| 142             | Katharina Blum (GER)    | AB              |
| 143             | Bärbel Jungmeier (AUT)  | 65e             |
| 145             | Isabella Wieser (AUT)   | AB              |
| 146             | Patricia Schwager (SUI) | 80e             |

| Vrienden van het Platteland VVP | Vrienden van het Platteland VVP | Vrienden van het Platteland VVP |
| ------------------------------- | ------------------------------- | ------------------------------- |
| Num                             | Coureuse                        | Pos                             |
| 151                             | Chantal Beltman (NED)           | 27e                             |
| 152                             | Iris Slappendel (NED)           | 83e                             |
| 153                             | Janne Brok (NED)                | 76e                             |
| 154                             | Ellen van Dijk (NED)            | AB                              |
| 155                             | Moniek Rotmensen (NED)          | 92e                             |
| 156                             | Monique Verstraten (NED)        | 100e                            |

| Lotto-Belisol Ladiesteam LBL | Lotto-Belisol Ladiesteam LBL | Lotto-Belisol Ladiesteam LBL |
| ---------------------------- | ---------------------------- | ---------------------------- |
| Num                          | Coureuse                     | Pos                          |
| 161                          | Liesbet De Vocht (BEL)       | 75e                          |
| 162                          | Ludivine Henrion (BEL)       | 62e                          |
| 163                          | Christa Pirard (NED)         | AB                           |
| 164                          | An Van Rie (BEL)             | 34e                          |
| 165                          | Grace Verbeke (BEL)          | 102e                         |
| 166                          | Kathy Watt (AUS)             | 44e                          |

| Vienne Futuroscope FUT | Vienne Futuroscope FUT       | Vienne Futuroscope FUT |
| ---------------------- | ---------------------------- | ---------------------- |
| Num                    | Coureuse                     | Pos                    |
| 171                    | Émilie Jeannot (FRA)         | AB                     |
| 172                    | Emmanuelle Merlot (FRA)      | 97e                    |
| 173                    | Nathalie Jeuland (FRA)       | 91e                    |
| 174                    | Tiina Nieminen (FIN)         | AB                     |
| 175                    | Aurore Jeudy (FRA)           | AB                     |
| 176                    | Karine Gautard-Roussel (FRA) | AB                     |

| Therme Skin Care TSC | Therme Skin Care TSC      | Therme Skin Care TSC |
| -------------------- | ------------------------- | -------------------- |
| Num                  | Coureuse                  | Pos                  |
| 181                  | Janneke Vos (NED)         | 93e                  |
| 182                  | Liane Bahler (GER)        | AB                   |
| 183                  | Irene van den Broek (NED) | 51e                  |
| 184                  | Marije Profijt (NED)      | 95e                  |
| 185                  | Kristy Miggels (NED)      | 105e                 |
| 186                  | Bertine Spijkerman (NED)  | 49e                  |

| Les Pruneaux d'Agen LPA | Les Pruneaux d'Agen LPA         | Les Pruneaux d'Agen LPA |
| ----------------------- | ------------------------------- | ----------------------- |
| Num                     | Coureuse                        | Pos                     |
| 191                     | Sylvie Riedle (FRA)             | AB                      |
| 192                     | Vicky Fournial (FRA)            | AB                      |
| 193                     | Élisabeth Chevanne-Brunel (FRA) | 68e                     |
| 194                     | Alexandra Le Hénaff (FRA)       | 57e                     |
| 195                     | Sylvie Fragniere (FRA)          | AB                      |
| 196                     | Corinne Overney (SUI)           | AB                      |

| Vlaanderen-Capri Sonne-T Interim VLL | Vlaanderen-Capri Sonne-T Interim VLL | Vlaanderen-Capri Sonne-T Interim VLL |
| ------------------------------------ | ------------------------------------ | ------------------------------------ |
| Num                                  | Coureuse                             | Pos                                  |
| 201                                  | Sofie Goor (BEL)                     | 35e                                  |
| 202                                  | Cindy Pieters (BEL)                  | 32e                                  |
| 203                                  | Evy Van Damme (BEL)                  | 30e                                  |
| 204                                  | Sharon Vandromme (BEL)               | 10e                                  |
| 205                                  | Laure Werner (BEL)                   | 22e                                  |
| 206                                  | Loes Sels (BEL)                      | 45e                                  |

| SC Michela Fanini Record Rox MIC | SC Michela Fanini Record Rox MIC | SC Michela Fanini Record Rox MIC |
| -------------------------------- | -------------------------------- | -------------------------------- |
| Num                              | Coureuse                         | Pos                              |
| 211                              | Karin Aune (SWE)                 | 46e                              |
| 212                              | Janildes Fernandes (BRA)         | AB                               |
| 213                              | Małgorzata Wysocka (POL)         | AB                               |
| 214                              | Francesca Castrucci (ITA)        | 104e                             |
| 215                              | Rosane Kirch (BRA)               | 66e                              |
| 216                              | Ilaria Rinaldi (ITA)             | AB                               |

| Allemagne GER | Allemagne GER   | Allemagne GER |
| ------------- | --------------- | ------------- |
| Num           | Coureuse        | Pos           |
| 221           | Fabienne Sandig | AB            |
| 222           | Elke Gebhardt   | AB            |
| 223           | Claudia Stumpf  | AB            |
| 224           | Sabine Fischer  | 59e           |
| 225           | Marlen Jöhrend  | AB            |
| 226           | Bianca Knöpfle  | AB            |

| Lituanie LTU | Lituanie LTU         | Lituanie LTU |
| ------------ | -------------------- | ------------ |
| Num          | Coureuse             | Pos          |
| 231          | Daiva Tušlaitė       | 74e          |
| 232          | Edita Ungurytė       | 85e          |
| 233          | Urtė Juodvalkytė     | AB           |
| 234          | Roberta Pilkauskaitė | AB           |
| 235          | Rasa Leleivytė       | 73e          |
| 236          | Agne Bagdonaviciutė  | 94e          |

| France FRA | France FRA            | France FRA |
| ---------- | --------------------- | ---------- |
| Num        | Coureuse              | Pos        |
| 241        | Sophie Creux          | 77e        |
| 242        | Béatrice Thomas       | AB         |
| 243        | Magalie Finot-Laivier | 90e        |
| 244        | Magali Mocquery       | 29e        |
| 245        | Fanny Riberot         | AB         |
| 246        | Pascale Jeuland       | 58e        |

| Belgique BEL | Belgique BEL          | Belgique BEL |
| ------------ | --------------------- | ------------ |
| Num          | Coureuse              | Pos          |
| 251          | Veronique Belleter    | 99e          |
| 252          | Lensy Debboudt        | AB           |
| 253          | Kathleen Sterckx      | 87e          |
| 254          | Kathleen Vermeiren    | AB           |
| 255          | Sjoukje Dufoer        | AB           |
| 256          | Caroline Van Peteghem | AB           |

| KSV Deerlijk-Gaverzicht ___ | KSV Deerlijk-Gaverzicht ___ | KSV Deerlijk-Gaverzicht ___ |
| --------------------------- | --------------------------- | --------------------------- |
| Num                         | Coureuse                    | Pos                         |
| 261                         | Ilse Geldhof (BEL)          | 88e                         |
| 262                         | Karen Steurs (BEL)          | 43e                         |
| 263                         | Mieke de Clercq (BEL)       | AB                          |
| 264                         | Sofie Verdonck (BEL)        | AB                          |
| 265                         | Lien Beyen (BEL)            | AB                          |
| 266                         | Ine Beyen (BEL)             | AB                          |

Source.